# Jan Powązka
Jan Powązka (ur. 4 czerwca 1931 w Sosnowcu, zm. 28 kwietnia 1994 w Sosnowcu) – polski bramkarz, wicemistrz Polski, reprezentant Polski U-19.

## Kariera piłkarska
Jako junior był zawodnikiem Stali Sosnowiec. W pierwszej drużynie zadebiutował w 1950 r. W 1954 r. wywalczył z drużyną awans do I ligi. Debiut na boiskach I ligi zaliczył 17 sierpnia 1955 r. w meczu Stal Sosnowiec - Lechia Gdańsk 0:2. W całym sezonie 7 razy bronił bramki zespołu z Sosnowca, który finalnie wywalczył tytuł wicemistrza Polski 1955. W następnym latach był zawodnikiem Stali Kraśnik.
Na przełomie lat 50 i 60 XX wieku był bramkarzem Kolejarza Sosnowiec. Z Kolejarzem miał okazję zagrać w meczu przeciwko reprezentacji Polski U-19

### Statystyka gry w Stali Sosnowiec
W I lidze wystąpił w 7 meczach jako zawodnik Stali Sosnowiec.
| Sezon     | Klub           | Rozgrywki     | Mecze | Gole | Uwagi             |
| --------- | -------------- | ------------- | ----- | ---- | ----------------- |
| 1950      | Stal Sosnowiec | II liga       | 16    | 0    |                   |
| 1951      | Stal Sosnowiec | II liga       | ?     | 0    |                   |
| 1952      | Stal Sosnowiec | II liga       | ?     | 0    |                   |
| 1953      | Stal Sosnowiec | II liga       | ?     | 0    |                   |
| 1954      | Stal Sosnowiec | II liga       | 1     | 0    | awans do I ligi   |
| 1955      | Stal Sosnowiec | I liga        | 7     | 0    | wicemistrz Polski |
| 1955/1956 | Stal Sosnowiec | Puchar Polski | 1     | 0    | 1/16 finału       |
|           | suma           | II liga       | ?     | ?    |                   |
|           | suma           | I liga        | 7     | 0    |                   |
|           | suma           | Puchar Polski | 1     | 0    |                   |

## Kariera reprezentacyjna
Był pierwszym piłkarzem Stali Sosnowiec, który zagrał w reprezentacji Polski U-19. Debiutował 18 września 1948 w Łodzi w meczu Polska - Węgry 1:0.
| l.p. | Data             | Miejsce | Gospodarz   | Przeciwnik | Rezultat | Rozgrywki  | Grał | Uwagi | Zawodnik klubu |
| ---- | ---------------- | ------- | ----------- | ---------- | -------- | ---------- | ---- | ----- | -------------- |
| 1.   | 18 kwietnia 1948 | Łódź    | Polska U-19 | Węgry U-19 | 1:0      | towarzyski | 90'  |       | RKU Sosnowiec  |

## Sukcesy
- wicemistrzostwo Polski 1955 ze Stalą Sosnowiec